# Hesperolinon disjunctum
Hesperolinon disjunctum är en linväxtart som beskrevs av H.K. Sharsmith. Hesperolinon disjunctum ingår i släktet Hesperolinon och familjen linväxter. Inga underarter finns listade i Catalogue of Life.